# Peraglyphis hemerana
Peraglyphis hemerana es una especie de polilla del género Peraglyphis, subfamilia Tortricinae, orden Lepidoptera.

## Distribución
Se distribuye por Australia (Tasmania).

## Taxonomía
Fue descrita por Meyrick en 1882 y publicada en Proceedings of the Linnean Society of New South Wales 7: 176.